# Dynoides barnardii
Dynoides barnardii är en kräftdjursart som beskrevs av Baker 1928. Dynoides barnardii ingår i släktet Dynoides och familjen klotkräftor. Inga underarter finns listade i Catalogue of Life.